# Émile Goudeau
Émile Goudeau (Périgueux, 29 agosto 1849 – Parigi, 18 settembre 1906) è stato un giornalista, scrittore e poeta francese.
Figlio di Germain Goudeau (1814-1858) architetto a Périgueux e cugino di Léo Goudeau, parente di Léon Bloy, Émile Goudeau, dopo gli studi al seminario, fu prefetto di diversi licei prima di entrare al Ministero delle Finanze come impiegato, impegno che gli lasciava il tempo per consacrarsi prima di tutto alla poesia.
(Maurice Donnay)
L'11 ottobre 1878, fu fondatore e presidente del circolo degli Hydropathes, giacché si beveva moltissimo nella bohème di allora, in particolar modo il verde assenzio, che causava danni. Goudeau pagava i suoi collaboratori con bevande e questo salario fu fatale al più dotato di tutti loro, Jules Jouy. Gli Hydropathes iniziarono a riunirsi sulla rive gauche ma quando Rodolphe Salis aprì il cabaret Le Chat noir nel 1881, questi persuase Goudeau a trasferirli nel suo locale.
Émile Goudeau era celebre per le sue mistificazioni, come il suo funerale, affidato alla ditta Borniol, nel cabaret parigino Le Chat noir trasformato in camera ardente.
Morì nel 1906 e venne sepolto nel Cimitero di Saint-Vincent a Parigi.

## Opere
- 1878: Fleurs du bitume
- 1884: Poèmes ironiques
- 1884: La Revanche des bêtes
- 1885: La Vache enragée (roman)
- 1886: Voyages et découvertes du célèbre A'Kempis à travers les États-Unis de Paris (fantaisie)
- 1887: Les Billets bleus (nouvelles)
- 1888: Le Froc (roman)
- 1888: Dix ans de bohème (mémoires)
- 1889: Corruptrice  (roman)
- 1893: Paris qui consomme  (fantaisie)
- 1896: Chansons de Paris et d'ailleurs
- 1897: Poèmes parisiens
- 1900: La Graine humaine (roman)

## Omaggi
Una piazzetta (place Émile Goudeau) porta oggi il suo nome nel XVIII arrondissement di Parigi, sulla collina di Montmartre, appena sotto la place du Tertre.